# Крис Абани
Кристофър Абани или само Крис Абани писател на романи от Нигерия.

## Творчество
Първият му роман „Капитаните на кораба“ описва превземането на Нигерия от неонацисти и прави огромен успех в родната му страна. Въпреки това правителството решава, че разказаното в книгата е готов план за действителен преврат и праща 18-годишния Абани в затвора. След шест месеца е освободен, но за кратко. Второто му лишаване от свобода е в затвор със строг режим заради включването му в театралната трупа на Guerrill, която прави постановки на базата на вижданията на Че Гевара.
Излизайки от затвора, той написва новелата си „Песента на счупената флейта“ и отново е заловен от полицията. Този път е осъден на смърт и е изпратен в затвора на Калкута, където има други политически затворници. Там той се помирява със себе си и чака изпълнението на присъдата.
През 1991 г. е освободен. Тогава се премества да живее в Лондон, докато негов приятел бива убит през 1999 г. Следва пътуване до САЩ, където живее. Става професор в Калифорнийския университет. През 2001 г. печели награда за свобода на словото.
През 2004 г. написва най-продавания си роман, „Благодатната земя“, запленяващ с комичната история на младо нигерийско момче имитатор на Елвис Пресли, което обикаля обширния и див свят на Лагос между попа и традиционните култури, изкуството и престъпленията.